# Slanted and Enchanted
Slanted and Enchanted è l'album di debutto del gruppo musicale indie rock statunitense Pavement, pubblicato il 20 aprile del 1992 dalla Matador Records.
Il disco venne registrato in due separate session divise tra il South Makepeace Studios di Brooklyn, New York (il 24 dicembre del 1990) e il Louder Than You Think Studios di Stockton (California) (dal 13 al 20 gennaio del 1991).

## Realizzazione
Scritto interamente da Stephen Malkmus, con la sola eccezione del brano Two State firmata da Scott Kannberg, il disco venne intitolato utilizzando lo stesso nome di un cartone animato creato da David Berman, leader dei Silver Jews e amico personale di Malkmus. L'artwork della copertina, invece, ricalca quello di un disco del duo di pianisti statunitensi Ferrante & Teicher, intitolato Keyboard Kapers. Nella versione giapponese dell'album sono incluse anche due bonus track inedite: Sue Me Jack e So Stark (You're A Skycraper).
Prodotto dalla stessa band, il disco ottenne un notevole successo di critica, riscuotendo (per un album di debutto) anche un buon risultato commerciale arrivando a vendere quasi 150 000 copie. Citato spesso come uno degli album alternative rock più influenti di sempre e definito dalla rivista Rolling Stone (che lo inserì al 134º posto nella lista dei 500 migliori album di tutti i tempi) come "la quintessenza dell'indie rock americano", Slanted and Enchanted coglie in pieno il lavoro di contaminazione intrapreso dal gruppo che, mutuando l'influenza del sound post-punk inglese con un forte senso della melodia pop, attraverso una produzione volutamente primitiva e lo-fi diedero vita ad un suono completamente innovativo e ad un pop/rock sghembo in perenne bilico tra ganci melodici dalla presa immediata ed il sound noise-rock di band quali Sonic Youth, The Fall e Half Japanese
Il 20 ottobre del 2002, la Matador, pubblicò un'edizione ampliata (2CD) dell'album, uscita con il titolo Slanted and Enchanted: Luxe & Reduxe, contenente l'intero disco originale e, in più, 17 canzoni provenienti dalle medesime session di registrazione, le 4 tracce dell'EP Watery, Domestic e 13 tracce di uno spettacolo dal vivo della band tenutosi alla Brixton Academy di Londra il 14 dicembre 1992.

## Tracce
1. Summer Babe (Winter Version) - 3:16
2. Trigger Cut / Wounded-Kite At :17 - 3:16
3. No Life Singed Her - 2:09
4. In the Mouth a Desert - 3:52
5. Conduit for Sale! - 2:52
6. Zurich is Stained - 1:41
7. Chesley's Little Wrists - 1:16
8. Loretta's Scars - 2:55
9. Here - 3:56
10. Two States - 1:47
11. Perfume-V - 2:10
12. Fame Throwa - 3:22
13. Jackals, False Grails: The Lonesome Era - 3:22
14. Our Singer - 3:08

## Singoli
Due singoli vennero estratti dall'album: Summer Babe uscito nel 1991 e Trigger Cut pubblicato il 16 luglio del 1992.

### Summer Babe
- US 7" Drag City[9]

1. Summer Babe - 3:21
2. Mercy Snack (The Laundromat) - 1:39
3. Baptiss Blacktick - 2:04

### Trigger Cut
- US 7"/CD Matador Records[10]

1. Trigger Cut - 2:51
2. Sue Me Jack - 3:01
3. So Stark (You are a Skycraper) - 3:00

- UK 7"/CD Big Cat

1. Trigger Cut - 2:51
2. Sue Me Jack - 3:01
3. So Stark (You are a Skycraper) - 3:00

## Formazione
- Stephen Malkmus - voce, chitarra
- Scott Kannberg - chitarra, voce, basso
- Gary Young - batteria, percussioni